# 費丁瑟普拉滕峰

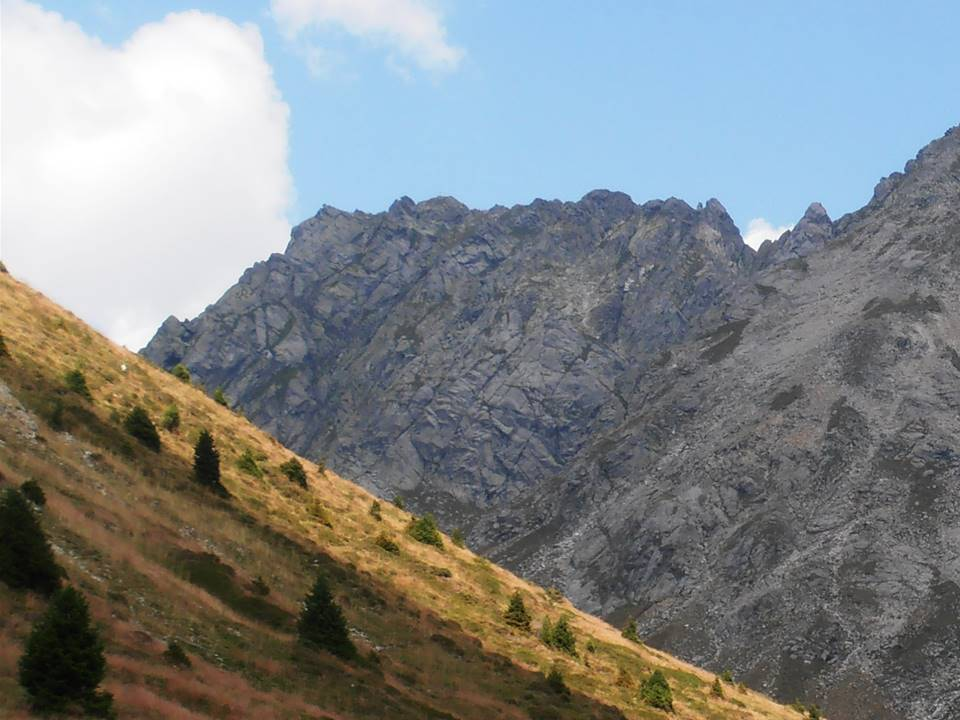

46°42′07″N 11°16′32″E / 46.701991°N 11.275488°E
費丁瑟普拉滕峰（德語：Verdinser Plattenspitze），是意大利的山峰，位於該國東北部，由博爾扎諾-南蒂羅爾自治省負責管轄，屬於萨恩塔尔山脉的一部分，距離希爾策山3.2公里，海拔高度2,680米。